# Alegeri legislative în Ucraina, 2006

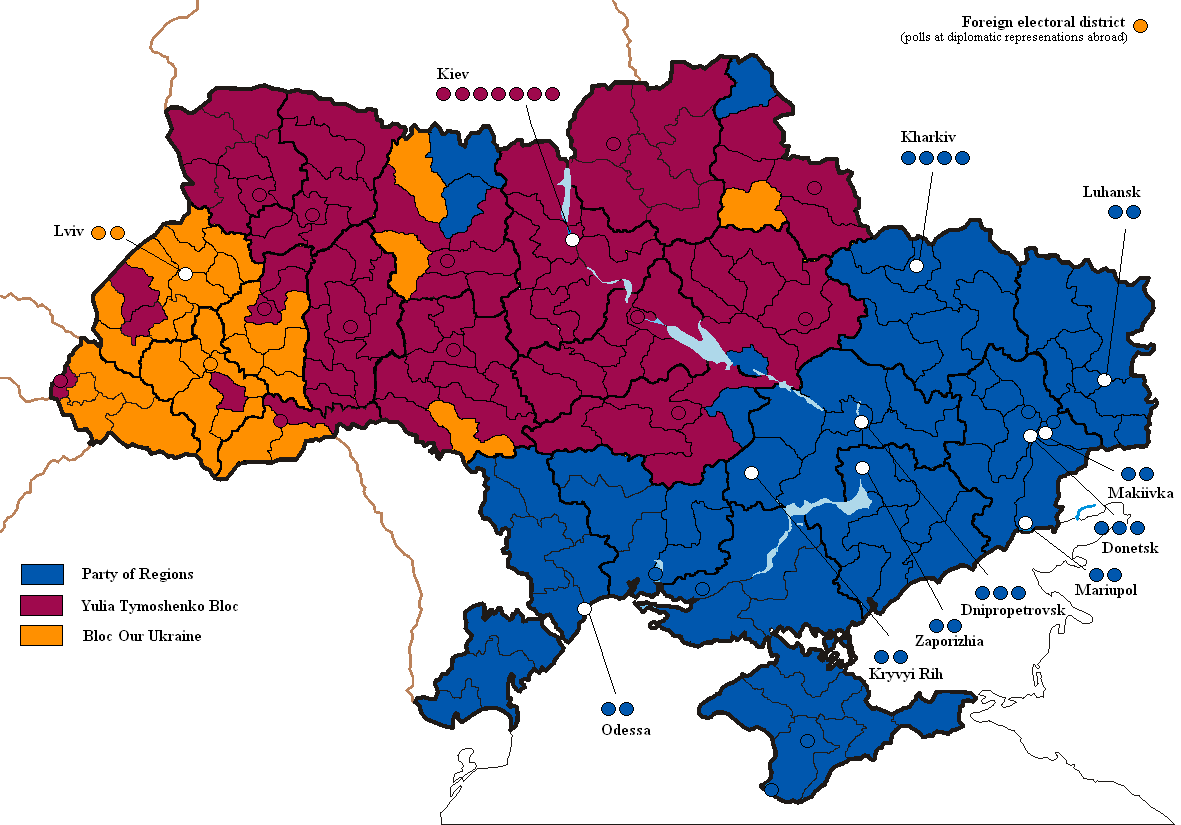
Partidul Regiunilor
Blocul Iulia Timoșenko
Ucraina Noastră

Alegerile parlamentare din 2006 în Ucraina au avut loc pe 26 martie 2006. La alegeri au participat 45 concurenți electorali și pentru a accede în Rada Supremă a fost necesară depășirea pragului electoral de 3%.
În urma alegerilor 5 concurenți electorali — Partidul Regiunilor, Blocul Iulia Timoșenko, Ucraina Noastră, Partidul Socialist și Partidul Comunist au trecut pragul electoral. Partidul Regiunilor a câștigat în toate regiunile de Sud-Est (înclusiv în Crimeea și Sevastopol), partidul președintelui Viktor Iușcenko „Ucraina Noastră” a luat cele mai multe voturi în Vestul țării, iar Blocul Iulia Timoșenko – în regiunile centrale (înclusiv în Kiev).
Timp de 4 luni după alegeri 3 partide „portocalii” – Blocul Iulia Timoșenko, blocul „Ucraina Noastră” și Partidul Socialist din Ucraina au purtat negocieri cu privire la formarea Coaliției Forțelor Democratice, însă Partidul Socialist a participat la formarea Coaliției anticriză împreună cu Partidul Regiunilor și comuniști. Astfel, președintele Iușcenko a fost obligat să-l propună pe liderul Partidului Regiunilor Ianukovici pentru funcția de prim-ministru și să-l insărcineze cu formarea noului guvern. 
Guvernul Ianukovici a fost votat cu 271 de voturi din totalul de 450. Majoritatea deputaților din „Ucraina Noastră” si din Blocul Iulia Timoșenko s-au abținut sau nu au participat la vot. Liderul socialist, Alexandr Moroz, a fost ales presedintele al parlamentului ucrainean.

## Rezultate

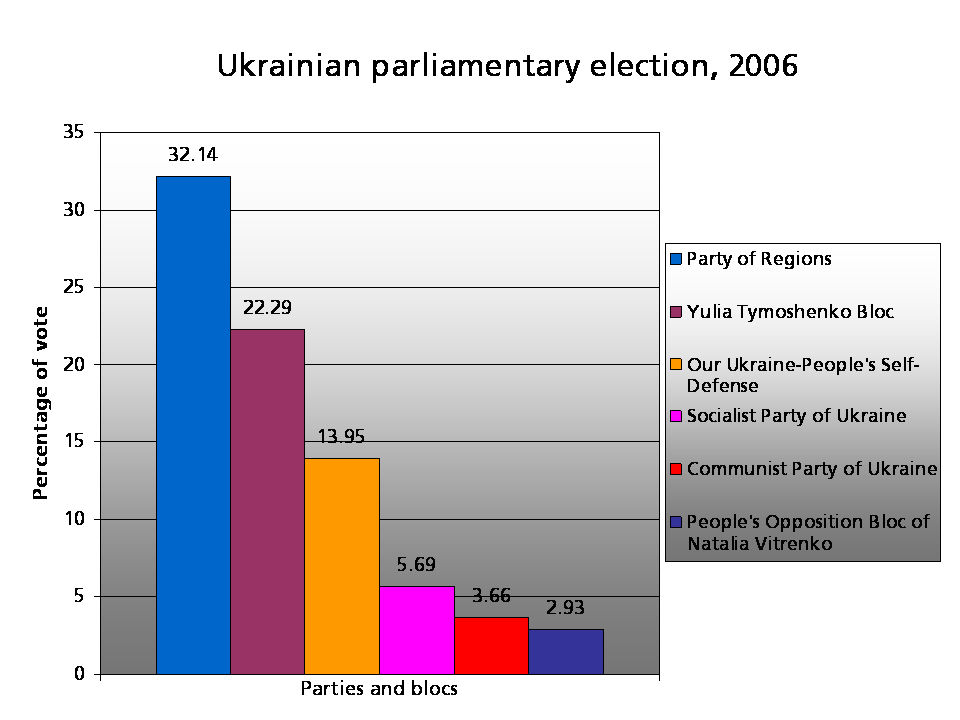
Partidul Regiunilor
Blocul Iulia Timoșenko
Ucraina Noastră
Partidul Socialist din Ucraina
Partidul Comunist din Ucraina
Blocul Natalia Vitrenko „Opoziția Populară”

Prezența la vot a fost de 67,55 % sau 25 352 380 de voturi liber exprimate. 490 595 de buletine de vot au fost declarate nevalabile (1,93%).
Rezultatele alegerilor legislative din 26 martie 2006 din Ucraina
| Partide și coaliții             | Partide și coaliții                          | Voturi     | %      | creștere/descreștere | Locuri |
| ------------------------------- | -------------------------------------------- | ---------- | ------ | -------------------- | ------ |
|                                 | Partidul Regiunilor                          | 8.148.745  | 32,14% | ▲ 20.37%             | 186    |
|                                 | Blocul Iulia Timoșenko                       | 5.652.876  | 22,29% | ▲ 15.03%             | 129    |
|                                 | Ucraina Noastră                              | 3.539.140  | 13,95% | ▼ 9.62%              | 81     |
|                                 | Partidul Socialist din Ucraina               | 1.444.224  | 5,69%  | ▼ 1.18%              | 33     |
|                                 | Partidul Comunist din Ucraina                | 929.591    | 3,66%  | ▼ 16.32%             | 21     |
|                                 | Blocul Natalia Vitrenko „Opoziția Populară”  | 743.704    | 2,93%  | ▼ 0.29%              | —      |
|                                 | Blocul Popular Litvin                        | 619.905    | 2,44%  | —                    | —      |
|                                 | Blocul Popular Ucrainean „Kostenko și Pliuș” | 476 155    | 1,87%  | —                    | —      |
|                                 | „Vice”                                       | 441.912    | 1,74%  | ▼ 0.28%              | —      |
|                                 | Blocul Civic „Pora–PRP”                      | 373.478    | 1,47%  | —                    | —      |
|                                 | Blocul Opoziției „Ne Tak!”                   | 257.106    | 1,01%  | ▼ 5.26%              | —      |
|                                 | Alte partide                                 | 1.785.299  | 7,04%  | —                    | —      |
|                                 | Împotriva tuturor                            | 449.650    | 1,77%  | —                    | —      |
| Total (prezența la vot 67,55 %) | Total (prezența la vot 67,55 %)              | 25.352.380 | 100.00 | —                    | 450    |

## Legături externe
- Rezultatele finale ale alegerilor din Ucraina, 30 martie 2006
- Deceptii portocalii, Revista22